# Lago Hamana
El lago Hamana (浜名湖 Hamana-ko), prefectura de Shizuoka, Japón; es el décimo lago más grande de Japón por área. Se extiende por los límites de las ciudades de Hamamatsu y Kosai.

## Datos

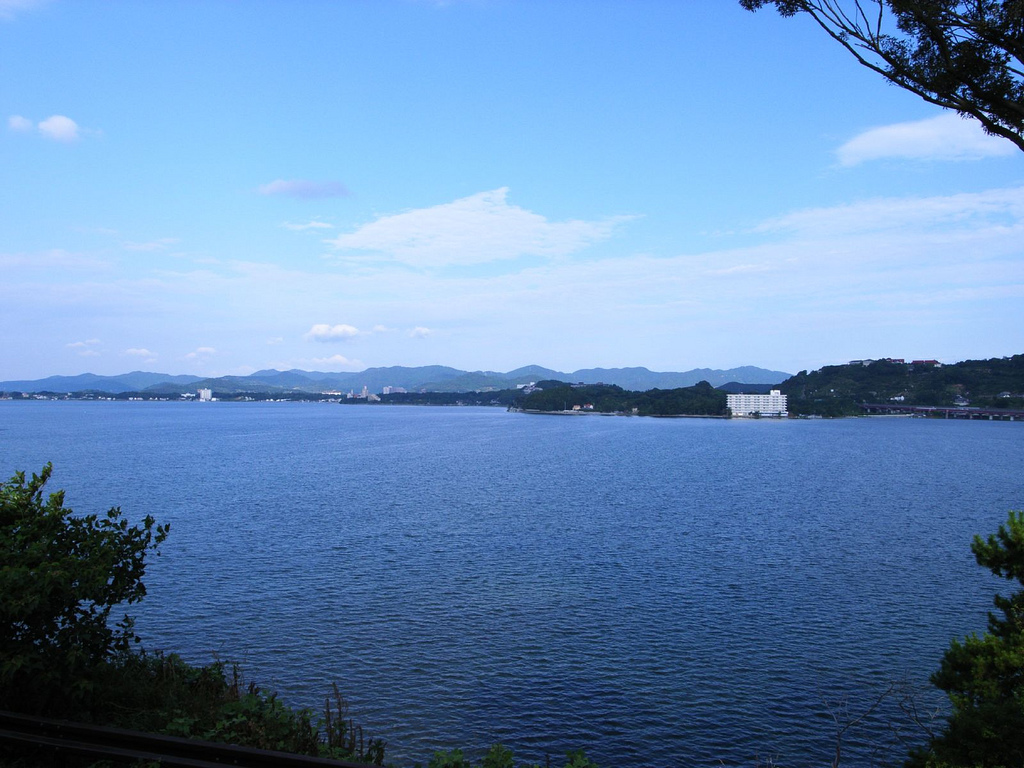
Vista desde el área de servicio del lago

El lago tiene una superficie de 65 km² y tiene un volumen de 0,35 km³ de agua. Su perímetro es de 114 km. En su punto más profundo, el agua alcanza los 16,6 m de profundidad. La superficie es a nivel del mar.

## Historia
En la antigüedad, el lago era de agua dulce; sin embargo, el terremoto de Nankai de 1498 alteró la topografía abriéndolo al mar. Como resultado, el agua pasó a ser salobre.
El antiguo nombre de este lago es Tohotsu-afumi (遠つ淡海), lo que significa "lago de agua dulce lejano". Después se cambió a Tōtōmi (遠江), de este nombre surgió después el de la provincia de Tōtōmi. Por último se le cambió el nombre a Hamana.

## Galería

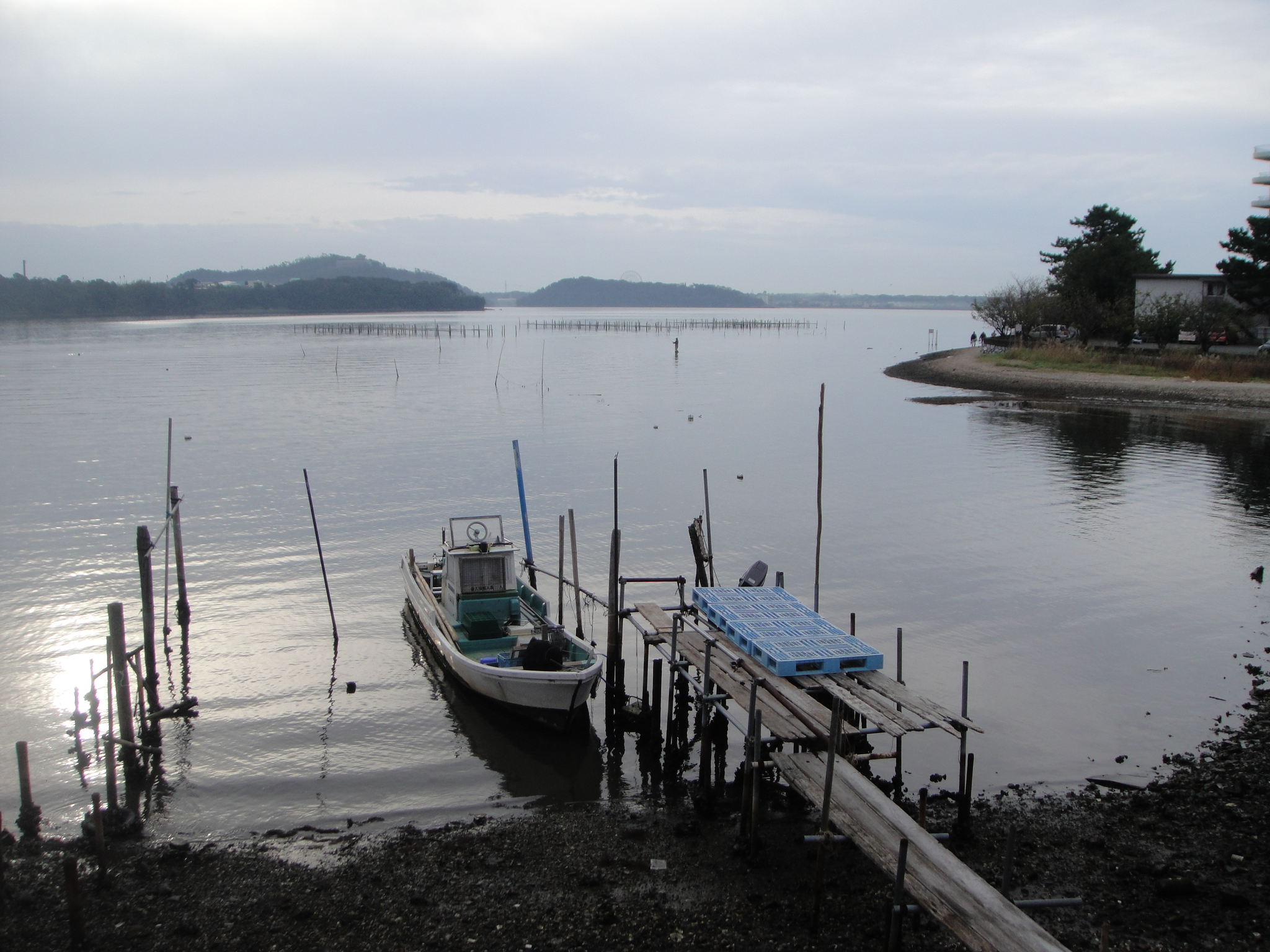
Vista del lago desde un embarcadero.
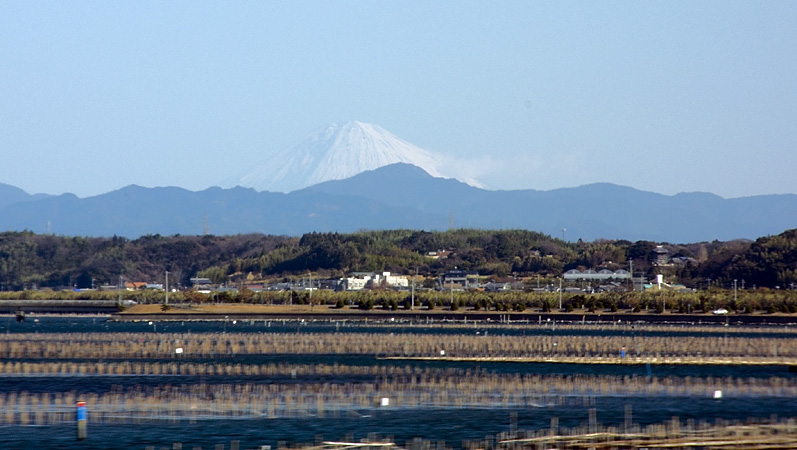
El lago junto con el Fuji.
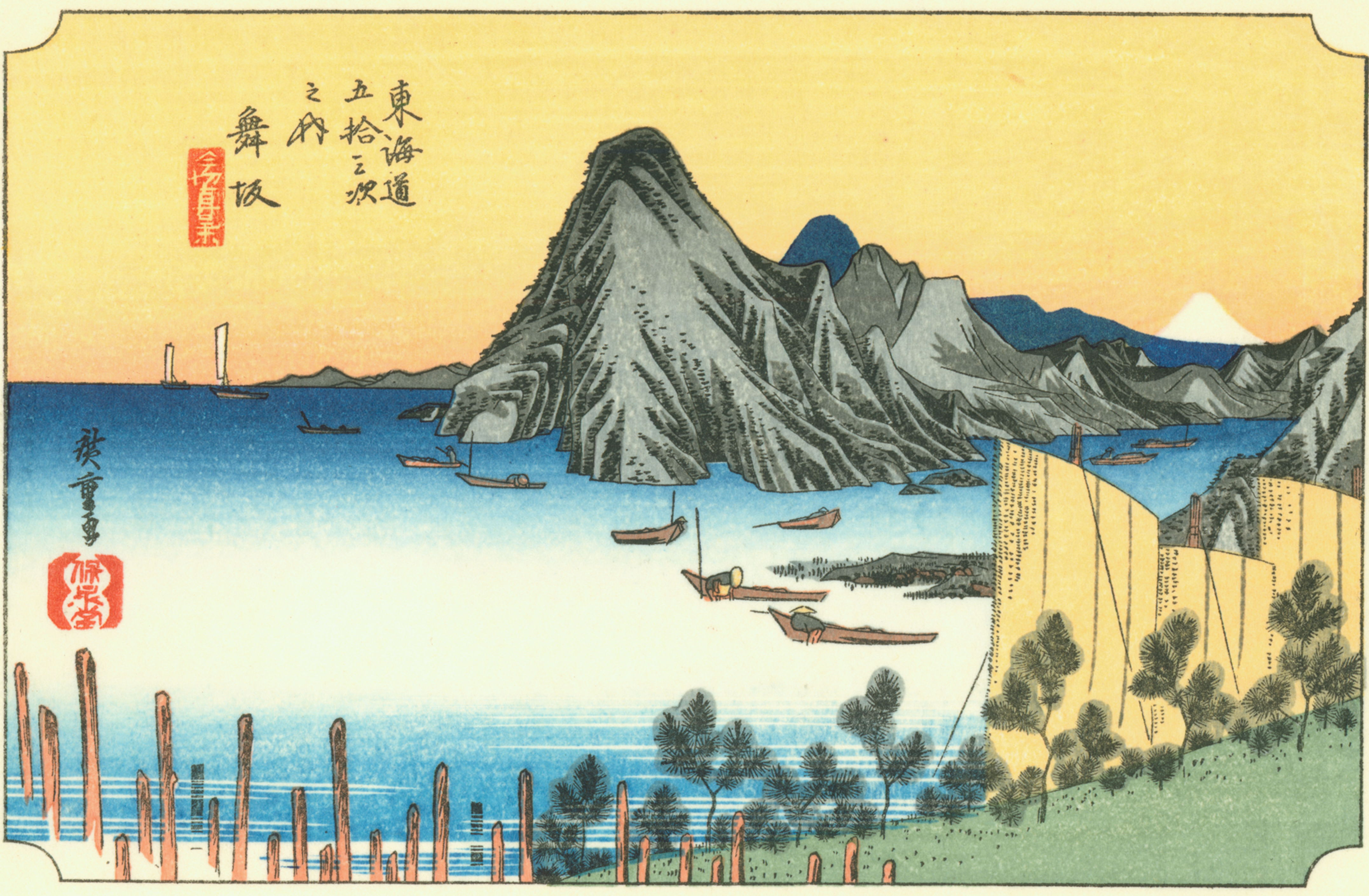
Ukiyo-e de Hiroshige

- Datos: Q1150952
- Multimedia: Lake Hamana / Q1150952